# Kanojo ga Kōshaku-Tei ni Itta Riyū
Kanojo ga Kōshaku-Tei ni Itta Riyū (en hangul, 그녀가 공작저로 가야 했던 사정; romanización revisada, Geunyeoga Gongjagjeolo Gaya Haessdeon Sajeong), también conocida como Why Raeliana Ended Up at the Duke's Mansion en inglés, es una novela web surcoreana escrita por Milcha. Se ha serializado en la plataforma de ficción y cómics digitales de Kakao, KakaoPage, desde el 19 de septiembre de 2016. 
Una adaptación webtoon se serializó por primera vez en KakaoPage el 3 de septiembre de 2017 y está ilustrada por Whale. Una adaptación de la serie de televisión de anime de Typhoon Graphics se estrenará en abril de 2023.

## Argumento
Tras su muerte, Park Eunha (Rinko Hanasaki en la versión japonesa) entra en el mundo de una novela. Revive como un personaje menor, Raeliana McMillan, que va a ser envenenada por su propio prometido. Para romper con su peligrosa pareja, le ofrece un trato al protagonista de la obra, Noah Wynknight.

## Personajes
Raeliana McMillan (レリアナ・マクミラン Reriana Makumiran?) / Rinko Hanasaki (花咲凛子 Hanasaki Rinko?)
 Seiyū: Yume Miyamoto, Estephania Estrada (español latino), Ingrid Carreras (español castellano)
La protagonista principal. Una chica que aspiraba a ingresar a la universidad, pero cuando finalmente lo hace, su euforia se interrumpe cuando la empujan desde un techo, solo para despertarse como Raeliana McMillan, quien es asesinada por su prometido. Ahora Eunha, también conocida como Raeliana, está tratando de cambiar su destino. Su única opción es pedirle al noble de alto rango Noah Wynknight un contrato de compromiso. Al final, Raeliana se casa con Noah y queda embarazada de su primera hija, Aria Wynknight. Noah se entera de la reencarnación de Raeliana, pero no parece importarle. Noah le promete a Raeliana que la volverá a encontrar en la próxima vida. En una vida donde Raeliana ha olvidado todo y él todavía recuerda todo. Luego se volvería a casar con ella y estarían juntos para siempre. En el epílogo, se reencuentran en Corea del Sur. Parece que realmente cumplió su promesa hasta el final.
Noah Volstaire Wynknight (ノアボルステア・ウィンナイト Noaborusutea Winnaito?)
 Seiyū: Yūichirō Umehara, Armando Gabino (español latino), Lluis Gustems (español castellano)
El famoso duque de Wyknight y el principal protagonista masculino de la historia. En la línea de tiempo original, termina con Beatrice, pero debido a que Raeliana cambió la línea de tiempo original para evitar su destino, se enamoró de Raeliana. Es el hermano menor de Siatrich.
Adam Taylor (アダム・テイラー Adamu Teirā?)
 Seiyū: Shūichirō Umeda, Emiliano Montaño (español latino)
Keith Westernberg (キース・ウエスタンバーグ Kīsu Uesutanbāgu?)
 Seiyū: Shun'ichi Toki, Emiliano Venosa (español latino)
Heika Demint (ヒーカー・デミント Hīkā Deminto?)
 Seiyū: Akira Ishida
Justin Shamal (ジャスティン・シャマル Jasutin Shamaru?)
 Seiyū: Tomokazu Sugita
Hijo del marqués Shamall y hermano de Vivian, además de jefe de la Primera División de la Guardia Real. Se interesa por Raeliana después de que se encuentran por casualidad y toman el té juntos.
Vivian Shamal (ビビアン・シャマル Bibian Shamaru?)
 Seiyū: Yumika Yano
Una hija noble que aparece como rival de Raeliana. Le tiene cariño a Noah Voltaire y se ha acercado a él agresivamente en repetidas ocasiones, siendo muy hostil con Raeliana. Es muy orgullosa y habla claro lo que quiere decir.
Siatrich Newreal Chamos (シアトリヒ・ニューリアル・チェイモス Shiatorihi Nyūriaru Cheimosu?)
 Seiyū: Junichi Suwabe

## Contenido de la obra

### Novelas
Escrita por Milcha, la novela comenzó a serializarse en la plataforma digital de historietas y ficción de Kakao, KakaoPage, el 19 de septiembre de 2016. Estaba compuesta por 159 capítulos y recopilada en 3 volúmenes más 1 libro de historias paralelas.

### Manhwa
Una adaptación de manhwa, ilustrada por Whale, se serializó en KakaoPage del 3 de septiembre de 2017 al 22 de marzo de 2021. Se recopiló en siete volúmenes a partir de julio de 2022.
El manhwa es publicado digitalmente en inglés por Tappytoon e impreso en Japón por Kadokawa Shoten. En octubre de 2021, Yen Press anunció que obtuvo la licencia de Manhwa para publicación en inglés.

### Anime
El 4 de julio de 2022 se anunció una adaptación de la serie de televisión de anime. Está producida por Typhoon Graphics y dirigida por Junichi Yamamoto, con guiones escritos por Mitsutaka Hirota, diseños de personajes a cargo de Haruna Hashimoto y música compuesta por Keiji Inai. La serie se estrenará en abril de 2023. El tema de apertura es «Survive» de MindaRyn, mientras que el tema de cierre es «Always and Forever» de Serra. Crunchyroll obtuvo la licencia fuera de Asia.
El 22 de marzo de 2023, Crunchyroll anunció que la serie había recibido un doblaje en español latino, la cual se estrenó el 10 de abril. El 21 de abril de 2023, anunció que la serie había recibido un doblaje en español castellano, la cual se estrenó el 1 de mayo.